# 巴爾托希夫卡 (特諾皮爾州)
49°22′41″N 25°7′10″E / 49.37806°N 25.11944°E
巴爾托希夫卡（烏克蘭語：Бартошівка）是烏克蘭的村落，位於該國西部捷爾諾波爾州，由捷尔诺波尔区負責管轄，始建於1638年，面積0.02平方公里，海拔高度390米，2001年人口92，人口密度每平方公里4,600人。